# Габрієла Жалац
Габрієла Жалац (хорв. Gabrijela Žalac; нар. 4 лютого 1979, Вінковці, Хорватія) — хорватський економіст, урядовець, міністр регіонального розвитку та фондів Євросоюзу в уряді Андрея Пленковича.

## Життєпис
2002 року закінчила економічний факультет Осієцького університету. З 2009 року навчається на докторантурі з управління (менеджменту) в тому самому університеті. Протягом більш ніж десятьох років працювала над розробленням і впровадженням проектів, в тому числі з використанням коштів європейських фондів. Була, зокрема, директором департаменту закордонних і європейських справ у виконавчій владі Вуковарсько-Сремського округу та головою агентства регіонального розвитку «Hrast» (з хорв. «дуб»).
Член Хорватського демократичного союзу з 2007 року, де входить до складу двох комітетів цієї партії: з регіонального розвитку і фондів ЄС та з економіки.
У жовтні 2016 як висуванка ХДС зайняла посаду міністра регіонального розвитку та управління європейськими фондами в хорватському уряді.
Одружена, мати трьох дітей.
Володіє англійською та німецькою мовами.